# Jefferson City
Jefferson City je hlavní město amerického státu Missouri a zároveň okresní město Cole County. Bylo pojmenováno po Thomasovi Jeffersonovi, třetím prezidentu Spojených států amerických. Je orientováno na jižní straně řeky Missouri, blízko geografickému středu státu.
Město zabírá celkovou plochu 97,51 km², z toho 93,38 km² je pevnina a 4,13 km² (4,24 %) voda.

## Historie
Když bylo v roce 1812 vymezeno teritorium Missouri, sídlem vlády bylo město St. Louis. Jako hlavní město sloužilo Saint Charles. Jefferson City bylo prohlášeno novým hlavním městem roku 1821.

## Demografie
Podle sčítání lidu z roku 2020 zde žilo 43 228 obyvatel v 16 882 domácnostech a 9 327 rodinách. To znamená hustotu zalidnění 443,3 obyvatel/km².

### Rasové složení
- 74,33 % Bílí Američané
- 15,83 % Afroameričané
- 0,3 % Američtí indiáni
- 1,82 % Asijští Američané
- 0,1 % Pacifičtí ostrované
- 1,31 % jiná rasa
- 6,32 % dvě nebo více ras

Obyvatelé hispánského nebo latinskoamerického původu, bez ohledu na rasu, tvořili 3,6 % populace.

### Věk
- <18 let – 20,0 %
- 18–24 let – 10,0 %
- 25–44 let – 28,3 %
- 45–64 let – 25,0 %
- >64 let – 15,3 %
- průměrný věk – 38 let

## Partnerská města
Münchberg, Bavorsko, Německo, 2004

## Osobnosti města
- Jack Kilby (1923–2005), fyzik a vynálezce, držitel Nobelovy ceny
- Christian Cantwell (* 1980), atlet-koulař